# Baba Brooks
Baba Brooks, de son vrai nom Oswald Brooks, né à Kingston vers 1935 est un trompettiste de ska jamaïcain. Il commence sa carrière dans les années 1950 dans l'orchestre de jazz d'Eric Dean, avant de participer à la création du ska au début 1960, pour les producteurs Duke Reid, Lindon et Sonia Pottinger, King Edwards ou Prince Buster.

## Biographie
Baba Brooks fait ses débuts dans les 1950 dans l'orchestre de jazz d'Eric Dean, où il côtoie Roland Alphonso, Ernest Ranglin et Rico Rodriguez. Il forme son propre groupe au début des années 1960, ayant un succès en 1962 avec Independence Ska, qui célèbre la rupture de la Jamaïque avec le colonialisme. Également musicien de studio, il joue sur de nombreux enregistrements pour les groupes Prince Buster All Stars, Byron Lee and the Dragonnaires, The Upsetters ou The Upcoming Willows (le groupe de studio de King Edwards). Il enregistre sous le nom de The Baba Brooks Band dans l'écurie de Duke Reid, souvent accompagné des Skatalites. Auteur de Girls Town Ska ou Rude Boy, il obtient plusieurs hits avec Musical Communion, Bank To Bank et  Watermelon Man en 1963, Bus Strike et Musical Workshop en 1964, et Guns Fever, enregistré au Studio One, en 1965. Il enregistre en 1966 son plus grand succès, First Session, chez Sonia Pottinger. 
Actif tout au long des années 1960, on perd toute trace de lui au début des années 1970.
En 2012, son titre Portrait Of My Love est utilisé dans une publicité pour la Volkswagen up!.